# Hiyab

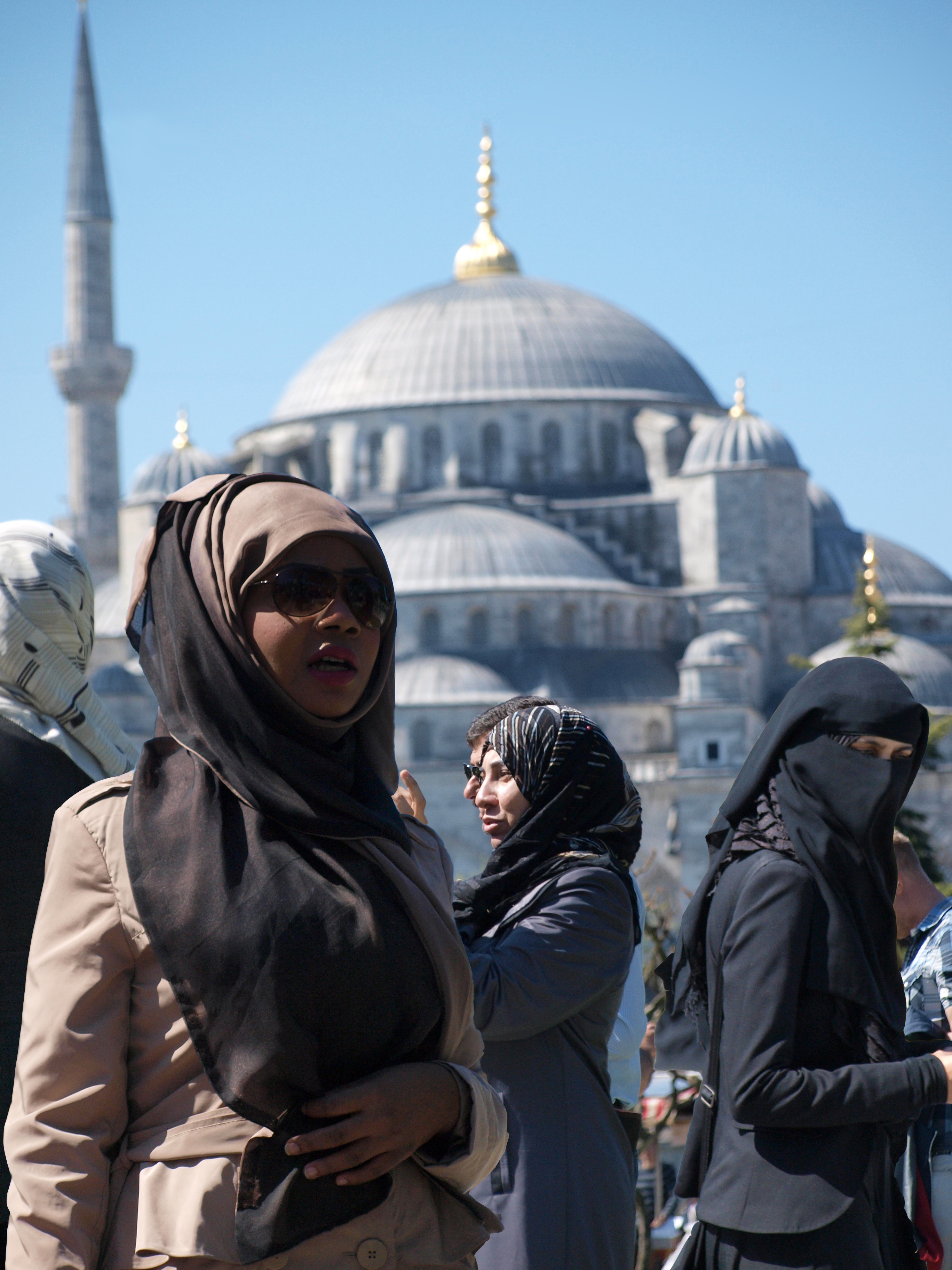
Diferentes tipos de velos islámicos o hiyab: las tres de la izquierda llevan uno de estilo genérico y la de la derecha un niqab.

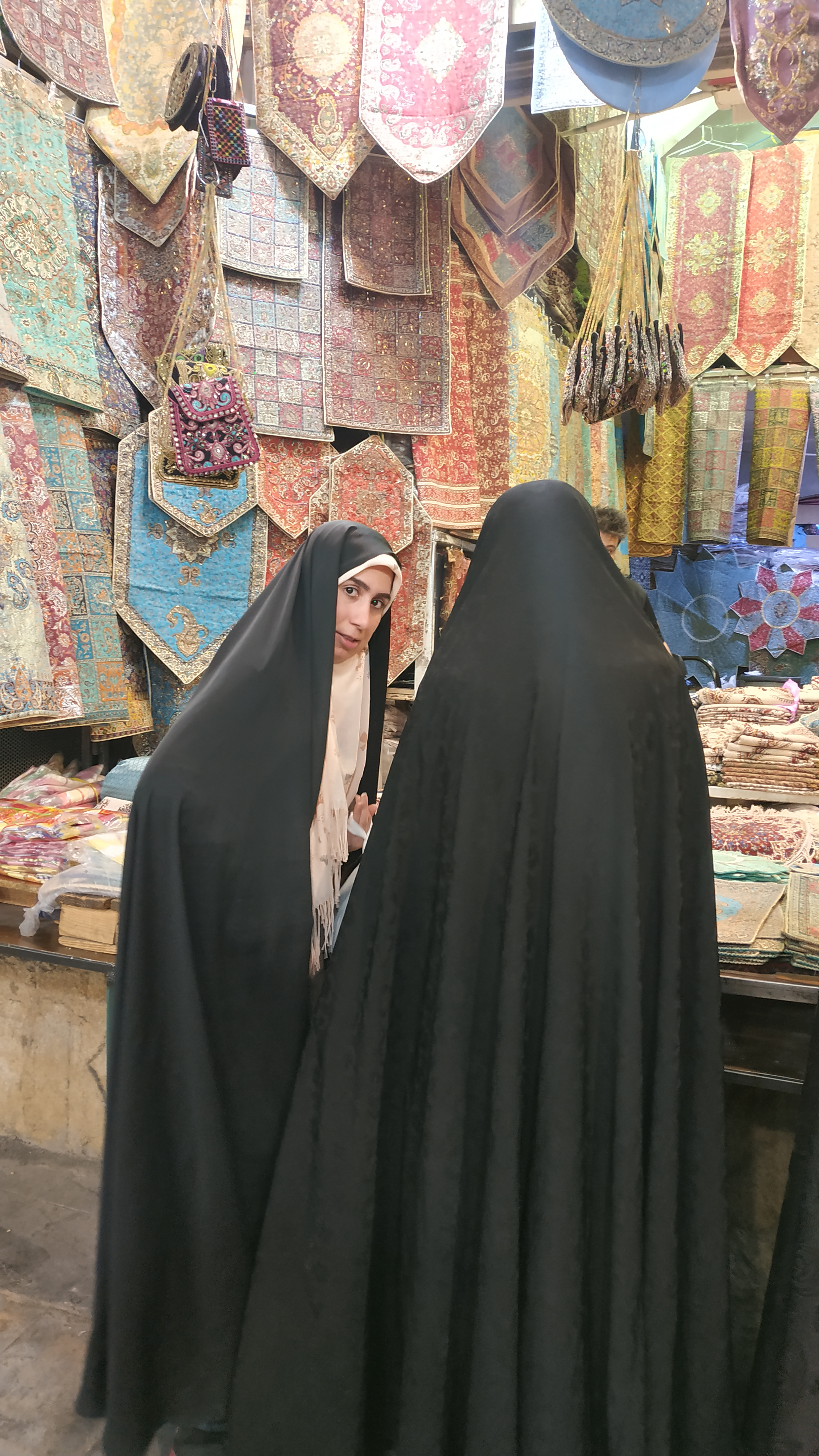
Mujeres con chador comprando en el bazar de Shiraz (Irán).

El hiyab (pronunciado con «h aspirada»; en árabe: حجاب‎, romanizado: ḥiŷāb) es un velo que cubre la cabeza y el pecho que las mujeres musulmanas usan en presencia de personas que no sean de su familia directa. El hiyab puede denotar además cualquier cobertura de cabeza, cara o cuerpo empleada por musulmanas que de manera similar concuerda con una cierta norma de modestia. Asimismo puede referirse a la reclusión de las mujeres de los hombres en la esfera pública, o puede encarnar una dimensión metafísica: Al-hiyab se refiere a «el velo que separa al hombre o el mundo de Dios».
El hiyab es un código de vestimenta, tanto femenina como masculina, que establece que debe cubrirse la mayor parte del cuerpo y que en la práctica se manifiesta con distintos tipos de prendas, según zonas y épocas. En sentido generalizado suele usarse para designar una prenda específica moderna, llamada también «velo islámico».
Muy a menudo, el hiyab es utilizado en países musulmanes, como un símbolo de modestia y privacidad. De acuerdo con la Enciclopedia del Islam y el mundo musulmán, la modestia en el Corán se refiere a «la mirada, la marcha, la ropa y los genitales» tanto de hombres como de mujeres. El Corán advierte a las mujeres musulmanas que deben vestir modestamente y cubrir sus pechos y genitales. La mayoría de los sistemas jurídicos islámicos definen este tipo de vestimenta modesta como que cubra todo, excepto la cara y las manos en público. Estas directrices (para la cobertura de todo el cuerpo a excepción de las manos, los pies y la cara) se encuentran en los textos de fiqh y hadices desarrollados después de la revelación del Corán, pero, según algunos, se derivan de las aleyas sobre el hiyab en el Corán. El Corán ordena hiyab, tanto para hombres y mujeres; la palabra hiyab no significa pañuelo de cabeza, sino cobertura, y más literalmente «barrera». El Corán dice: «decirle a los hombres creyentes que bajen la mirada (en presencia de las mujeres), esto es más puro para ellos», aparte de vestirse modestamente como ordena el Islam, y para las mujeres: «di a las creyentes que pongan su jumur sobre sus pechos». La palabra jumur a menudo se omite cuando se hace referencia a la cita, y la palabra es la palabra real empleada en el Corán, que significa «un velo usado por una mujer para cubrir la cabeza». La segunda parte del verso, «por encima de sus pechos», indica a las mujeres que deben cubrir sus pechos en presencia de los hombres que no sean parientes inmediatos.

## Significado de la palabra
El término hiyab (en árabe: حجاب‎, romanizado: ḥiǧāb) procede de la raíz trilítera ḥ-ǧ-b, que significa «barrera», «ocultar a la vista» o incluso «separar»: da lugar también a palabras como «cortina» o «pantalla».
Hiyab, en español, es una palabra de género masculino, introducida en la 23.ª edición del Diccionario de la lengua española.

## En la ley del Islam

### Corán
El Corán ordena a musulmanes (de ambos sexos) que vistan de forma modesta:

Di a los creyentes que bajen la mirada y sean modestos
Corán, 24:30

Uno de los versículos al que se atribuye la exigencia de llevar hiyab es la sura 24:30-31, a partir del cual se interpreta la demanda de que las mujeres extiendan una prenda sobre sus pechos.

Y di a las creyentes que bajen la mirada y guarden recato; que no deben mostrar su belleza y adornos, excepto lo que (normalmente) aparece de los mismos; que deben echar el velo sobre sus pechos y no mostrar su belleza, excepto a su marido, sus padres, padres de su marido, sus hijos, hijos de sus maridos, sus hermanos o hijos de sus hermanos, o los hijos de sus hermanas, o sus mujeres (musulmanas), o los esclavos quienes sus manos derechas poseen, o siervos libres de necesidades físicas, o niños pequeños que no tienen ningún sentido de la vergüenza del sexo; y que no deben golpear sus pies con el fin de llamar la atención sobre sus adornos ocultos.
Corán, 24:31

En el siguiente versículo, se pide a las esposas de Mahoma que lleven manto (cuando salen de casa), como una medida para distinguirse de las demás, de modo que no sean acosadas. La sura 33:59 dice: 

Los que hostigan a los creyentes y a las creyentes inmerecidamente, llevan (sobre sí mismos) una calumnia y un grave pecado. ¡Profeta! Manda a tus esposas, a tus hijas y a las mujeres de los creyentes que deben poner sus mantos sobre sus personas (fuera de casa): Eso es más conveniente, para que puedan distinguirse y no ser acosadas. [...]
Corán, 33:58-59

### Vistas tradicionalistas
Las cuatro principales escuelas de pensamiento sunitas (Hanafi, Shafi'i, Maliki y Hanbali) sostienen consenso que es obligatorio para todo el cuerpo de la mujer (ver awrah), excepto sus manos y cara (y pies según Hanafis) para cubrirse durante la oración y en presencia de personas del sexo opuesto que no sean familiares cercanos (con los que uno tiene prohibido casarse; consulte mahram).
Según Hanafíes y otros estudiosos, estos requisitos se extienden a estar también cerca de mujeres no musulmanas, por temor a que puedan describir sus características físicas a hombres no relacionados.
Los hombres deben cubrirse desde el ombligo hasta las rodillas, aunque las escuelas difieren en si esto incluye cubrir el ombligo y las rodillas o solo lo que hay entre ellos.
Se manda que las mujeres usen ropa que no se ajuste al cuerpo, como modestas formas de ropa occidental (camisas largas y faldas), o la más tradicional ŷilbāb, un cuello alto, suelto bata que cubre los brazos y las piernas. Un jimār o šaylah, una bufanda o capucha que cubre todo menos la cara, también se usa en muchos estilos diferentes.
Los eruditos musulmanes modernos creen que es obligatorio en la ley islámica que hombres y mujeres cumplan con las reglas del hiyab (como se describe en sus respectivas escuela de pensamiento). Estos incluyen el chií iraquí Marja' (Gran Ayatolá) Ali al-Sistani; el sunita Comité Permanente para la Investigación Islámica y Emisión de Fatwas en Arabia Saudita; y otros. Las chicas jóvenes antes de la pubertad no están obligadas a usar un ḥiŷāb.
En privado, y en presencia de parientes cercanos (mahrams), las reglas sobre el vestido se relajan. Sin embargo, en presencia del esposo, la mayoría de los estudiosos enfatizan la importancia de la libertad mutua y el placer del esposo y la esposa.

#### Puntos de vista alternativos

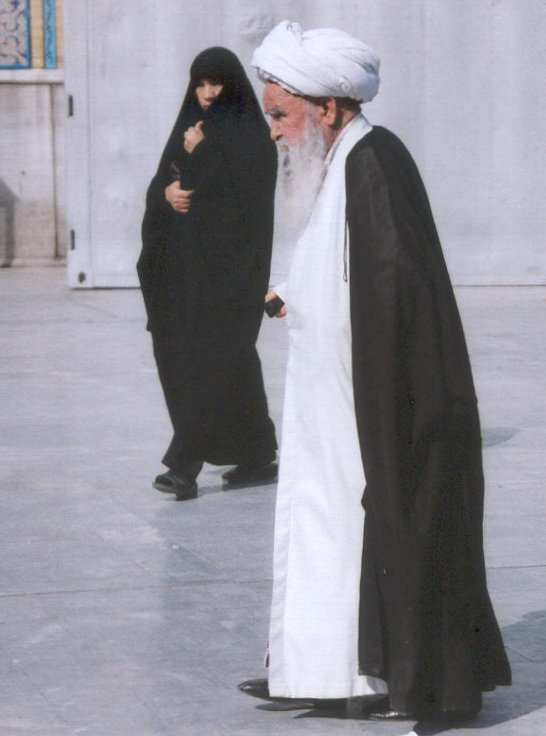
Los tipos de ropa usada por religiosos musulmanes chiitas en la gran región de Irán.

Algunos musulmanes han adoptado un enfoque relativista del hiyab. Creen que el mandamiento de mantener la modestia debe interpretarse en relación con la sociedad que lo rodea. Lo que se considera modesto o atrevido en una sociedad puede no ser considerado como tal en otra. Es importante, dicen, que los creyentes lleven ropa mediante la que se comunique modestia y reserva.

## El velo en el Mediterráneo y el islam

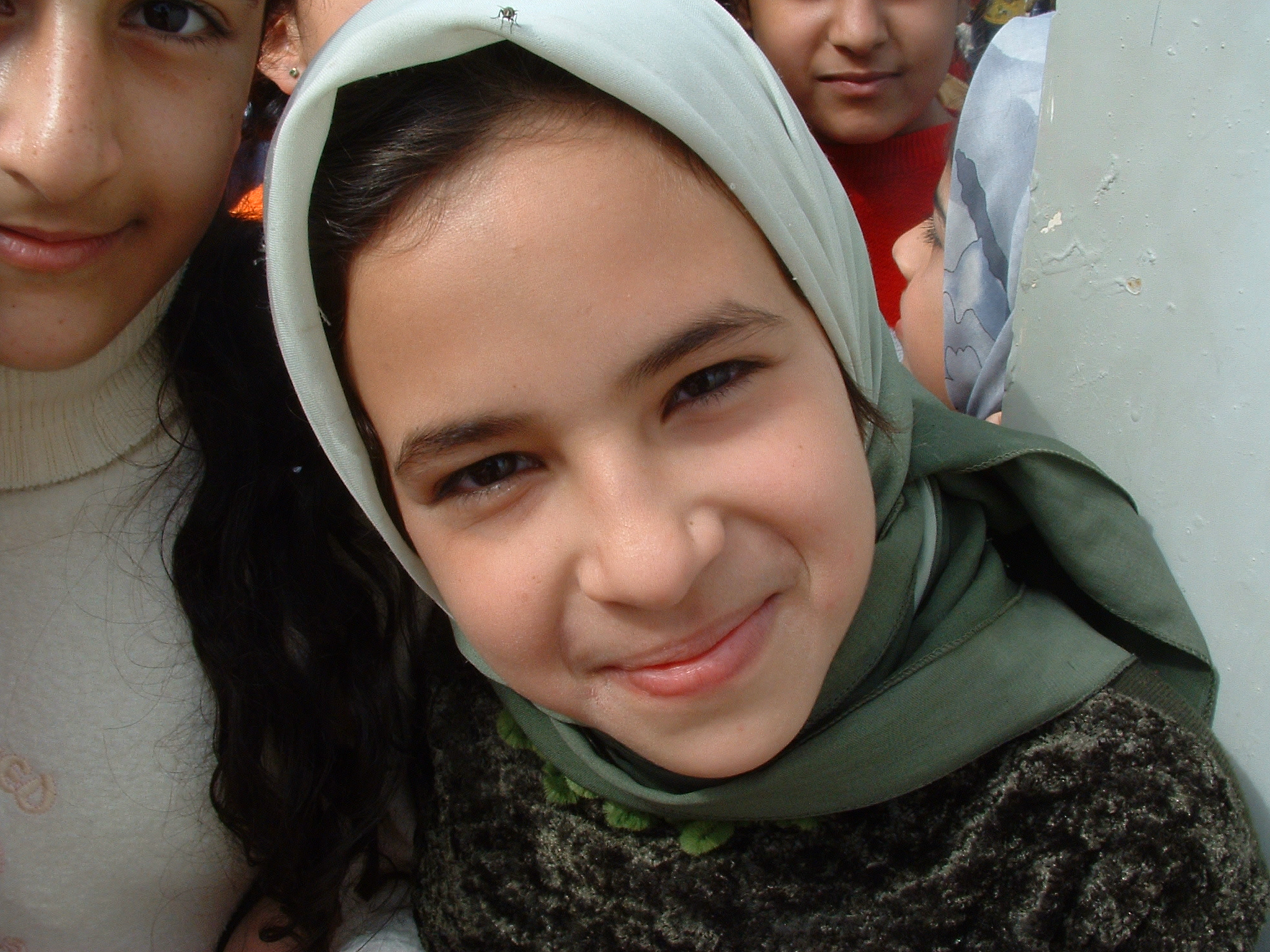
Niña iraquí con un moderno velo islámico

La importancia y el significado del hiyab es diferente según el medio sociocultural de que se trate y según la época histórica. Aunque actualmente se fundamenta su uso en el islam, no es algo específicamente islámico: en muchas partes del mundo las mujeres cubren la mayor parte de su cuerpo, incluida la cabeza, por razones análogas a las esgrimidas por los musulmanes, y en la totalidad del Mediterráneo ha sido práctica frecuente hasta tiempos cercanos. Dentro de la cultura árabe, hay que decir que el hiyab existía ya en la Arabia preislámica como signo de respetabilidad, pues entre otras cosas distinguía a las mujeres libres de las esclavas.
La situación de las mujeres en Arabia sufrió un importante cambio en época no muy anterior al surgimiento del islam. Desde tiempos antiguos, al parecer, las mujeres árabes gozaban globalmente de una posición fuerte: podían repudiar a sus maridos sin que estos tuvieran un derecho análogo, tener relaciones sexuales libremente, etc. Sin embargo, la situación fue revirtiéndose paulatinamente de modo que, en la época de Mahoma, la sociedad árabe había llegado a ser un patriarcado absoluto donde las mujeres tenían pocos derechos: los hombres podían casarse con cuantas mujeres quisieran y repudiarlas a voluntad sin compensación alguna. Las mujeres repudiadas, totalmente dependientes del marido para sobrevivir, acababan con frecuencia en la miseria, y a menudo se dedicaban a la prostitución o a pedir limosna. 
El islam pone coto a esa situación estableciendo ciertas garantías para las mujeres, sin renunciar al marco patriarcal global, que, en la teoría al menos, queda bastante difuminado: un hombre solo puede casarse con cuatro mujeres, siempre y cuando demuestre tener medios para mantenerlas y siempre y cuando sus esposas anteriores estén de acuerdo; debe compensarlas en caso de repudio que es además un derecho mutuo y está bastante regulado; sus bienes son también de la mujer, y sin embargo la mujer puede tener sus propios bienes y hacer sus propios negocios sin intervención del marido y un largo etcétera que pretende acabar con la situación anterior.

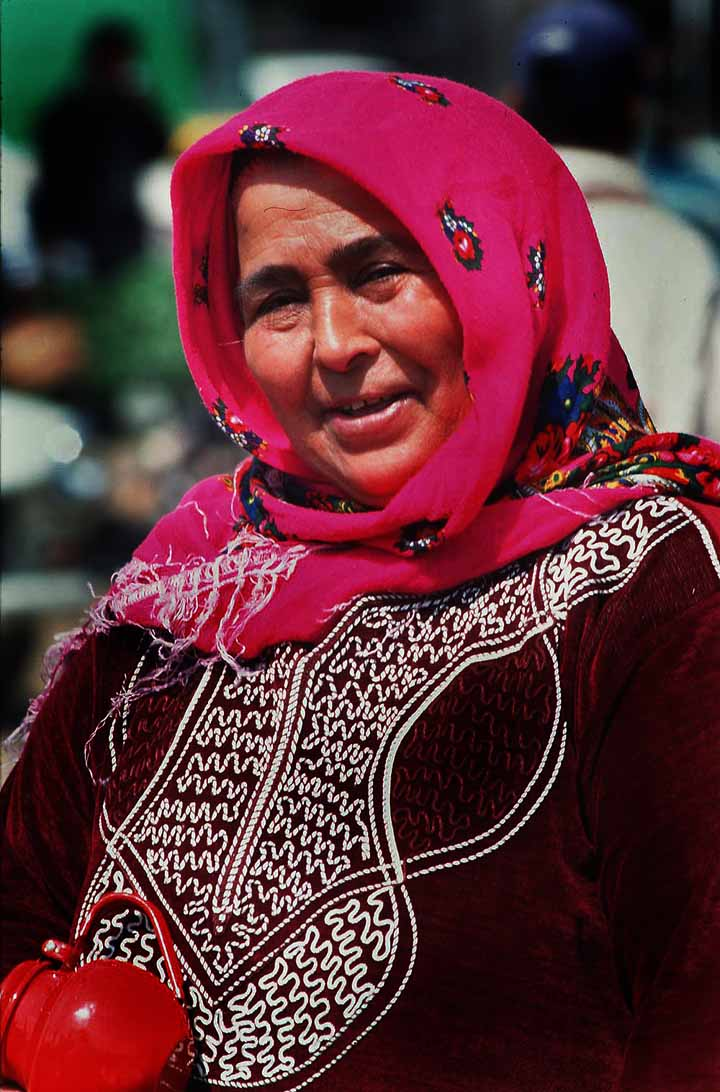
Una tunecina con velo islámico

Con estas disposiciones, se generaliza el hiyab entre las adeptas a la nueva religión como signo de dignidad recobrada: mostrar el cuerpo se relacionaba con la condición de mujer sometida al hombre –esclava o prostituta–. Por otra parte, al convertirse el hiyab en un precepto religioso, usarlo podía denotar sumisión a Dios, es decir, que solo se pertenece a Dios, y no al hombre. Este es, según algunos, el origen del uso del hiyab, aunque más adelante, al convertirse en tradicional, perdiera en gran parte este sentido original y se convirtiera en símbolo de la exclusión de la mujer del espacio público. El nuevo hiyab, del que se hablará más adelante, recupera en parte este sentido primigenio. 
La mención más importante del hiyab en el Corán está en unos versículos que es necesario contextualizar. Mahoma era visitado a todas horas en su casa, que además era la primera mezquita y centro de reunión de los musulmanes, por personas que deseaban hacerle preguntas sobre cuestiones de religión. Tal afluencia de gente debía importunarle, y entonces, siempre según la tradición, Dios le reveló unos versículos para que se los transmitiera a los musulmanes, que en esencia decían que las mujeres del profeta estaban tan cualificadas como él mismo para atender a los fieles en lo que necesitaran. Así pues, las esposas de Mahoma empezaron a atender a las visitas igual que el propio Mahoma. Sin embargo, debían ser objeto de cierto acoso, porque poco después, el profeta recibió una nueva revelación que decía así:
Los que creéis: no entréis en los aposentos del profeta si no se os ha invitado a comer, ni sin que sea el momento. Pero cuando se os haya invitado, entrad, y cuando hayáis comido, salid sin daros familiarmente a la conversación. Esto ofende al profeta y se avergüenza de decirlo, pero Dios no se avergüenza de decir la verdad. Y cuando les pidáis algo a ellas hacedlo detrás de un velo: es más puro para vuestros corazones y para los suyos. No podéis ofender al enviado de Dios ni casaros jamás, después de él, con sus esposas. Ello es, para Dios, un gran pecado.
(Corán, 33, 53).
De este versículo nace la idea de que las mujeres deben cubrirse la cabeza, o incluso el rostro (dando lugar a prendas como el burka), a pesar de que la admonición divina se refiere solo a las relaciones de los creyentes con las mujeres del profeta y de que aquí la palabra 'velo' alude claramente a una cortina y no a una prenda. De hecho, la palabra hiyab aparece siete veces en el Corán y en ninguno de los casos se refiere al atuendo femenino, para el que se utilizan otros términos. Sin embargo, ninguno de estos alude específicamente a cubrirse la cabeza o la cara. Un versículo cercano al anterior dice así: 

Profeta: di a tus mujeres y a tus hijas y a las mujeres de los creyentes que se ciñan sus velos. Esa es la mejor manera de que sean reconocidas y no sean molestadas. Dios es indulgente, misericordioso.
Corán, 33, 59

La palabra que aquí se suele traducir por «velos» es en realidad ŷalābīb, es decir, chilabas o túnicas. No se refiere, pues, a la prenda que cubre la cabeza o la cara.

Di a los creyentes que bajen sus miradas y sean castos. Esto es lo más conveniente para ellos. Dios está bien informado de lo que hacen. Di a las creyentes que bajen sus miradas y sean castas, y que no muestren de sus adornos más que lo que se ve. ¡Que cubran su pecho con sus velos!
Corán, 24, 31-32

Nuevamente, la palabra que aquí se suele traducir por «velo» es literalmente jumur, una tela larga que, esta sí, puede cubrir la cabeza, pero en cualquier caso el versículo no decreta la obligación de taparse la cabeza, sino de cubrir el pecho, usando para ello los pañuelos de la cabeza (hay que decir que la cabeza cubierta forma parte del atuendo tradicional masculino y femenino de la península arábiga, lo cual es lógico dado el clima desértico).
Por tanto, el hiyab del Corán no se refiere nunca al atuendo, sino a un velo o cortina, que además solo en un caso se pone en relación con las mujeres. Las disposiciones sobre el atuendo, por otro lado, no parecen indicar que haya que cubrirse por completo,sino que aluden en términos generales a utilizar un atuendo recatado, no tanto por una cuestión sexual (pecado) como social, ya que las normas de vestimenta que impone a las mujeres solo son válidas si éstas están en presencia de personas que no pertenezcan a su círculo familiar o doméstico. No es una exigencia original: abstenerse de mostrar el cuerpo en demasía o cubrirse el pecho son exigencias de atuendo que se pueden encontrar en ámbitos tradicionales cristianos, judíos, hindúes u otros.

## El desarrollo delhiyab
Como han señalado autoras musulmanas, el ocultamiento del cuerpo femenino en las culturas islámicas no procede tanto de las prescripciones sagradas en sí como de una interpretación excesivamente rigorista y descontextualizada de las mismas, hecha por hombres. Hay que decir de paso que estas mismas autoras advierten que de toda la historia de las mujeres del profeta y los creyentes que se relata más arriba podría haberse interpretado perfectamente que las mujeres son tan entendidas en la interpretación de los textos sagrados como los hombres, pues es ese el origen de la anécdota y de los versículos relacionados con ella. Dicha interpretación rigorista se une a las costumbres de las distintas sociedades, en las que el cuerpo se cubre por tradición en mayor o menor grado.[cita requerida]
El atuendo femenino en general, así como la cuestión de cubrir la cabeza o la cara en particular, es muy variable en las distintas sociedades de religión musulmana, y hay diferencias relacionadas también con el ámbito rural o urbano, la clase social, etc. El atuendo tradicional femenino en culturas islámicas ha incluido, por lo general, el cubrirse la cabeza de distintos modos, lo cual no quiere decir nada porque también es característico del atuendo tradicional masculino y el mismo rasgo puede encontrarse en atuendos tradicionales cristianos, judíos u otros. En cuanto a velar la cara, ha sido un rasgo mucho menos extendido que se ha manifestado de formas diversas: desde el burqa afgano que cubre incluso los ojos, seguido por las vestimentas oscuras o incluso las máscaras de las mujeres de la península de Arabia (llamadas también burqa), hasta el velo semitransparente sobre la boca o el pañuelo de cabeza que solo ocasionalmente se mantiene con la mano sobre el rostro, para mostrar distancia, o que incluso se sostiene con los dientes, con lo que pierde su función, pues solo cubre una pequeña porción de la cara.[cita requerida]

## Probable futuro del hiyab
A finales del siglo XIX empiezan a cuestionarse determinados aspectos del hiyab, en especial la tradición femenina de cubrirse la cabeza y, sobre todo, el rostro. En algunos lugares, el rostro cubierto había venido siendo un signo de distinción social, que diferenciaba a las mujeres urbanas de las campesinas (estas últimas llevaban la cara descubierta). Sin embargo, en estos años empiezan a considerarse estas prendas como símbolo de la exclusión femenina, de la no participación de las mujeres en los asuntos públicos.
Ello está muy ligado al proceso político que se está viviendo desde mediados del siglo XIX en algunos países islámicos. Los países más importantes de Oriente Medio (Turquía, Irán, Arabia Saudita...) se hallan inmersos en una época de intensa actividad social, política, científica y cultural que globalmente se conoce como Nahda (renacimiento). Tras siglos de inmovilismo y aislamiento, el mundo islámico parece despertar e intenta inaugurar una nueva era que mira al mismo tiempo hacia Europa, su tecnología, sus valores ilustrados, etc., y hacia el pasado esplendoroso de la civilización araboislámica, con su intensa actividad artística, científica e intelectual. Es una época de optimismo, análoga al Renacimiento europeo, en la que se revisan las bases de la sociedad tradicional, entre ellas las de la religión. 
Egipto está a la cabeza del proceso. Es en este país donde se producen los primeros cuestionamientos del hiyab y de la situación de las mujeres. En 1899 el escritor modernista Qasim Amin publica un famoso libro, Tahrīr al-mar'a' (la liberación de la mujer). Amin, partidario de la plena incorporación de las mujeres a la vida pública, considera que el hiyab es consecuencia y símbolo de su aislamiento y promueve el desvelamiento (sufūr), haciendo referencia sobre todo al pañuelo de muselina blanca (burqu) que velaba el rostro de las mujeres urbanas, tanto musulmanas como cristianas.
Sin embargo, la gran promotora del desvelamiento es Huda Sha'arawi, considerada madre del feminismo árabe. Al regresar de un encuentro feminista en Roma, se descubre la cabeza ante una multitud de mujeres reunida en la estación de El Cairo para recibirla. Es la chispa que incendia la pradera: mujeres desveladas se manifestarán en adelante por las calles de la capital egipcia reclamando su lugar en la vida pública, suscitando tanto el escándalo como la simpatía. 
En países como Turquía e Irán, será el Estado quien imponga por decreto el desvelamiento en las primeras décadas del siglo XX: tanto Atatürk como el sah de Irán estaban convencidos de que la modernidad pasaba necesariamente por el calco mimético de las costumbres occidentales, lo que incluía la vestimenta, tanto masculina como femenina.

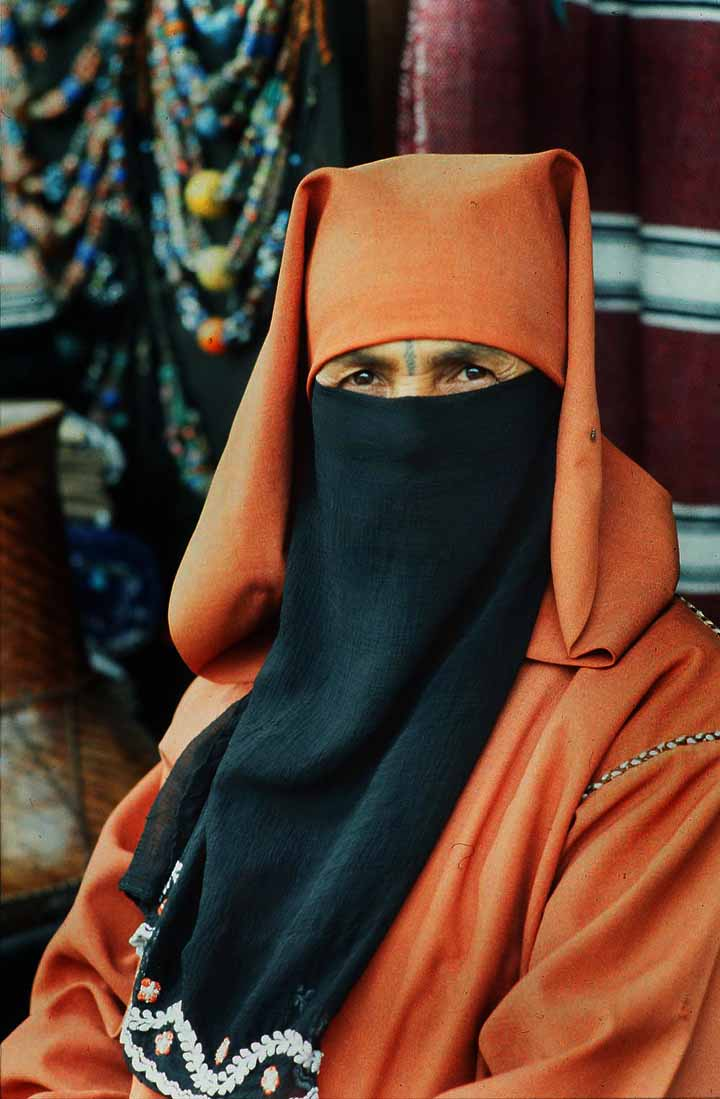
Una mujer marroquí con el atuendo urbano tradicional: chilaba y litam (pañuelo que cubre el rostro). En la actualidad es un atuendo propio de personas de edad.

En muchos lugares, el cambio de costumbres aparece de la mano de las luchas contra la colonización. Es el caso de los países del Magreb, como Argelia. El atuendo tradicional de las mujeres urbanas argelinas en la calle era el haik o jaique, una larga tela blanca que envolvía el cuerpo y la cara y restringía enormemente los movimientos. En Argelia, el Haik blanco todavía se usa a diario (especialmente para las mujeres mayores y en las ciudades del interior).
Esta prenda también se extendió a otras regencias otomanas en el norte de África, como  Túnez.5, así como en Marruecos6. 
En Túnez, el sefseri, una variante tunecina del haik que consiste en una sola pieza de tela que no cubre la cara, ha sido prácticamente abandonado. Sin embargo, todavía se usa a veces tradicionalmente, especialmente por mujeres mayores. 
Aprovechando las convulsiones generadas por la movilización popular contra el ocupante, en los años 40, las mujeres de Marruecos de  clase media utilizaban la chilaba masculina y en participar en las luchas. (Al mismo tiempo, los hombres comenzarán a utilizar el atuendo occidental coronado por un fez, sombrero cilíndrico granate, a imagen de los nacionalistas egipcios y turcos). En lo sucesivo, la chilaba masculina, de colores sobrios, empezará a producirse en colores vivos, para mujeres, y se convertirá en la vestimenta femenina urbana más habitual. Las mujeres de esa generación se seguirán cubriendo la cabeza con la capucha de la chilaba y el rostro con el pañuelo blanco, pero en las décadas siguientes se generalizarán la cabeza descubierta y los atavíos europeos entre las clases medias. 
El auge del panarabismo y los movimientos análogos en los años 50 y 60, con su carga de laicismo y militancia política, dará más curso a la participación femenina en lo público e irá relegando cada vez más el hiyab. De este modo, en los 60 llevar la cara o la cabeza cubiertas era un fenómeno minoritario, salvo en países que se habían mantenido al margen de las convulsiones políticas del siglo, y en especial aquellos en los que la práctica del islam estaba ligada al wahhabismo (Arabia Saudí y otros Estados de la zona).

## El nuevo hiyab

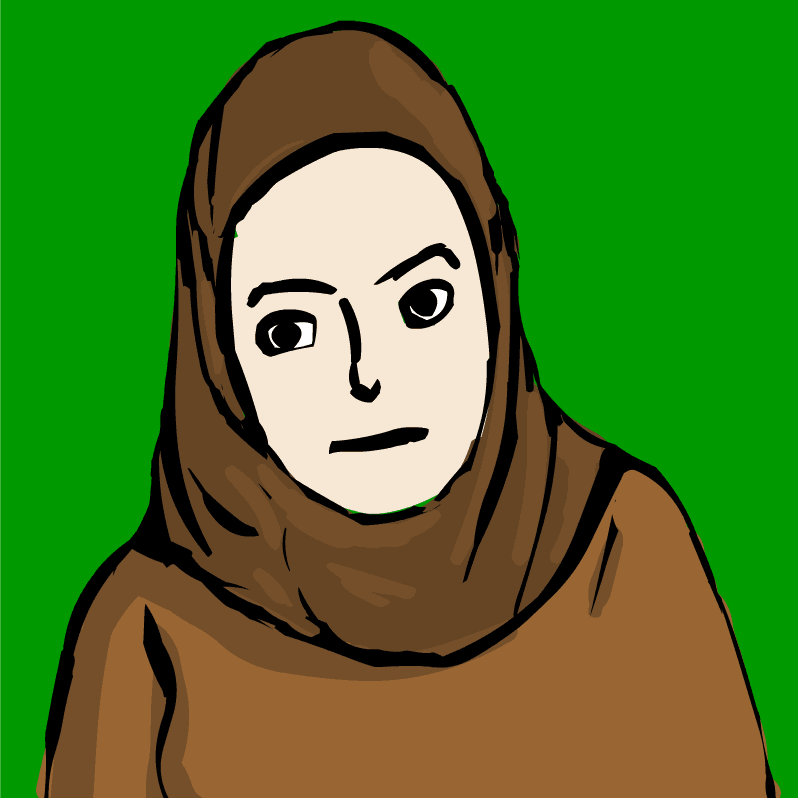
El nuevo hiyab.

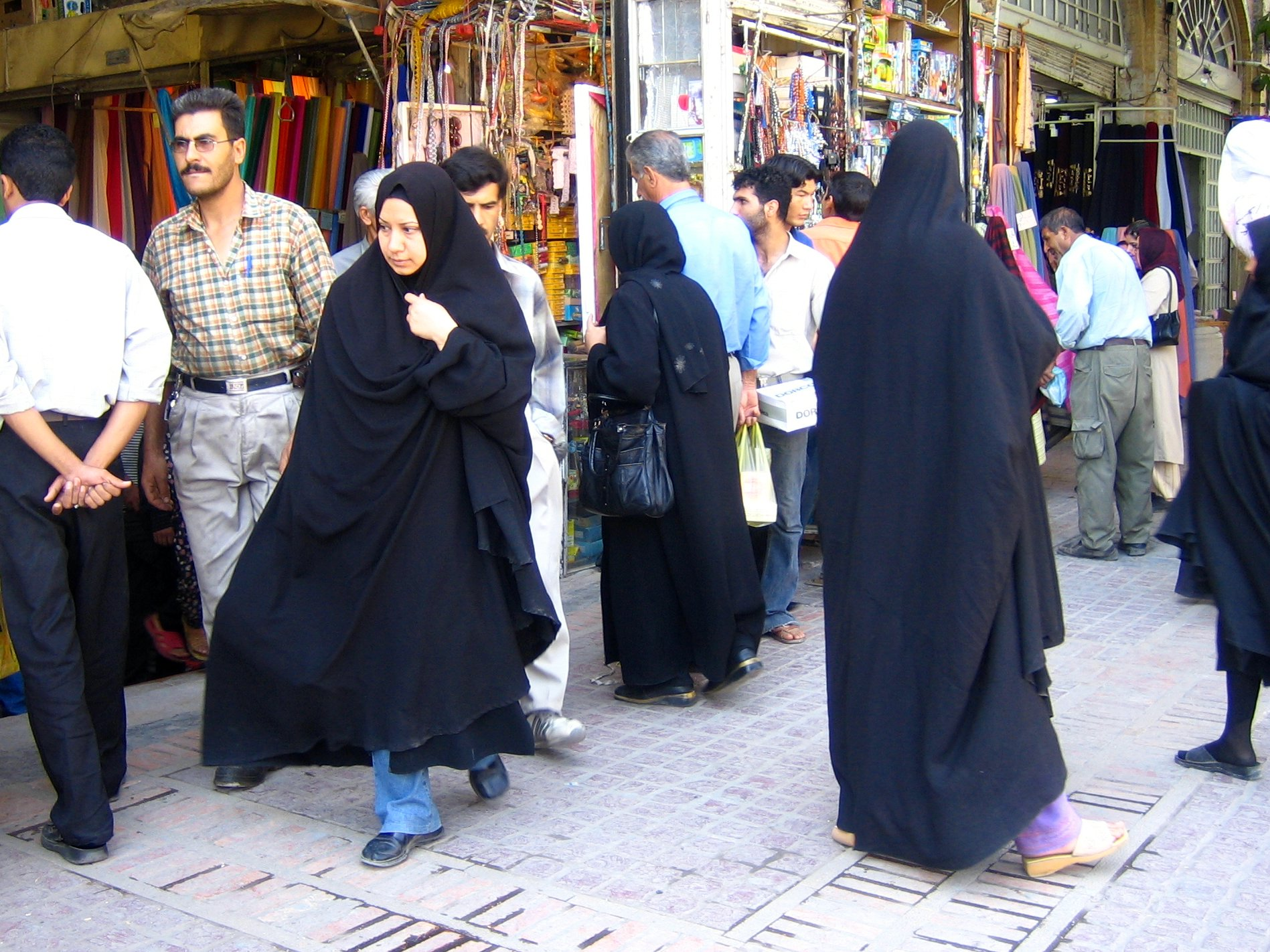
Mujer con chador en Irán. Esta prenda, icono e imposición de la Revolución iraní, se diferencia del velo más extendido en que cubre casi todo el cuerpo y en su color invariablemente negro.

En los años 1970 y 1980, y hasta hoy, el hiyab resurge con fuerza en una forma nueva: un tipo de pañuelo que cubre completamente la cabeza y el cuello y al que a menudo se da también el nombre de hiyab (o velo islámico). 
La reaparición del hiyab de nuevo corre pareja con los acontecimientos políticos. Su relegación en las décadas anteriores coincidió con una etapa que en términos generales consistía en: las descolonizaciones, los experimentos democráticos, la búsqueda de la unidad en los países árabes, la tímida bonanza derivada de las rentas del petróleo y de las reformas sociales, la educación, etc. A principios de los años 1970 la situación cambia: las democracias languidecen en manos de oligarquías que se eternizan en el poder, sostenidas por un neocolonialismo que se hace muy patente; otro tanto ocurre en los Estados regidos por ideologías panarabistas y de socialismo árabe, y el sueño de la unidad árabe desaparece. Perdidas las esperanzas de cambio, se pierden asimismo en los países en los que aún dominan regímenes y modos de vida llamados tradicionales. Palestina, cuyo conflicto con Israel, a pesar de que afecta a una muy pequeña porción del mundo islámico, tiene un altísimo valor simbólico, parece haber sido abandonada a su suerte tras la derrota árabe en la guerra de los Seis Días y los acuerdos firmados tras la guerra de 1973. En todas partes cunde el descontento y el pesimismo, que, dado el fracaso experimentado por los movimientos políticos laicos, será capitalizado por los llamados grupos islamistas, que experimentan además un notable empuje tras el triunfo de la revolución islámica en Irán (1979). 
El islamismo no pretende un retorno a los modos de vida tradicionales, sino una organización social moderna pero basada no en ideas que considera importadas de Occidente, sino en el propio acervo cultural islámico. El empuje del islamismo crea toda una moda de identidad islámica que, entre otras cosas, se manifestará en el atuendo: la barba en los hombres y, sobre todo, el nuevo velo en las mujeres. Este velo no es tradicional, sino una prenda de nueva creación que pronto se extenderá por las poblaciones urbanas. Al igual que sucedió con la desaparición del hiyab en las décadas anteriores, serán las jóvenes urbanas de clase media (a menudo universitarias) las primeras en adoptar las nuevas vestimentas.[cita requerida]
Las mujeres con frecuencia llevan también un tipo peculiar de vestido, que tampoco es tradicional, consistente en una túnica hasta las rodillas de color sobrio y completamente cerrada, con pantalones del mismo color. El velo, sin embargo, puede llevarse con este o cualquier otro atuendo (incluidos los occidentales tipo pantalones vaqueros, etc.). 
Las polémicas sobre el uso del velo en países europeos con numerosa población musulmana (Francia es el ejemplo más claro), 
ha suscitado numerosos análisis acerca de las razones del uso de este atuendo. Sin embargo, el fenómeno del velo es difícilmente aprehensible: su significado varía enormemente según los países, las clases sociales e incluso las personas. Su uso es obligatorio en Irán, y de ningún modo en capitales muy occidentalizadas donde, a pesar de todo, fue donde primero se extendió. Tampoco es necesariamente una imposición familiar, como a veces se ha dicho: es frecuente en una misma familia seguir el rastro del uso del hiyab a través de las generaciones: la abuela con el vestido tradicional, la madre vestida al modo europeo y la hija con el velo (a menudo son las hijas las que introducen la moda del velo en sus hogares, haciendo que lo adopten la madre y la abuela).[cita requerida] Si bien tiene su origen en el auge del islamismo, no puede establecerse una relación directa entre el uso y la ideología o la religiosidad de la persona que lo porta. 
En términos generales, lo más aproximado que se puede decir es que es una moda: en los años 1960 y 1970 los movimientos contraculturales generalizaron en Occidente ciertas estéticas, sin que ello significara de un modo unívoco que las personas que las usaban se reconocieran completamente en lo contracultural, ni que las personas vestidas de otro modo no se reconocieran en ello. Naturalmente, la analogía no es del todo exacta, ya que el velo, frente a la estética contracultural, se ha convertido en exponente de lo moralmente correcto y existe por tanto cierta obligación social, mayor o menor según las zonas. A menudo su uso es una expresión de religiosidad personal. En muchos casos es un signo de reivindicación cultural en un medio donde se percibe rechazo (particularmente en las comunidades musulmanas de Occidente). En muchos otros es asimismo un signo de reivindicación femenina, y ahí entronca con el significado más antiguo del hiyab: mostrar que no se es una mujer objeto (se puede comparar con cierta estética surgida del feminismo en Occidente, con prendas largas y holgadas destinadas igualmente a sustraer el cuerpo a la mirada masculina). 
Por último, con mucha frecuencia es simplemente un modo de vestir que está de moda.